# Meldal
Meldal – norweskie miasto i gmina leżąca w okręgu Trøndelag.
Meldal jest 178. norweską gminą pod względem powierzchni.

## Demografia
Według danych z roku 2005 gminę zamieszkuje 3934 osób. Gęstość zaludnienia wynosi 6,21 os./km². Pod względem zaludnienia Meldal zajmuje 233. miejsce wśród norweskich gmin.
| ludność stan na 1 stycznia 2005 |         |           |       |
|                                 | kobiety | mężczyźni | razem |
| osób                            | 1945    | 1989      | 3934  |
| %                               | 49,44%  | 50,56%    | 100%  |

| wykształcenie stan na 1 października 2004 |        |         |        |        |
|                                           | podst. | średnie | wyższe | niezn. |
| osób                                      | 756    | 1989    | 430    | 61     |
| %                                         | 23,36% | 61,46%  | 13,29% | 1,89%  |

## Edukacja
Według danych z 1 października 2004:
- liczba szkół podstawowych (norw. grunnskolar): 4
- liczba uczniów szkół podst.: 474

## Władze gminy
Według danych na rok 2011 administratorem gminy (norw. rådmann) jest Ingjerd Astad Steen, natomiast burmistrzem (norw. ordfører, d. borgermester) jest Ivar Syrstad.